# Melnîkî, Stara Vîjivka
Melnîkî (în ucraineană Мельники) este un sat în așezarea urbană Stara Vîjivka din raionul Stara Vîjivka, regiunea Volînia, Ucraina.

## Demografie
Componența lingvistică a localității Melnîkî
     Ucraineană (100%)
Conform recensământului din 2001, toată populația localității Melnîkî era vorbitoare de ucraineană (100%).